# Ramphotyphlops lorenzi
Ramphotyphlops lorenzi är en ormart som beskrevs av Werner 1909. Ramphotyphlops lorenzi ingår i släktet Ramphotyphlops och familjen maskormar. Inga underarter finns listade i Catalogue of Life.
Denna orm förekommer endemisk på en liten ö öster om Borneo i Indonesien (provins Kalimantan Timur). Honor lägger antagligen ägg.
På ön finns turism och gruvdrift. Individer hittades senast 1909. IUCN kategoriserar arten globalt som otillräckligt studerad.